# باسانتا سينغ
باسانتا سينغ (بالإنجليزية: Basanta Singh)‏ هو لاعب كرة قدم هندي في مركز الوسط، ولد في 3 أبريل 1994 في مانيبور في الهند. لعب مع نادي محمدان.

## وصلات خارجية
- باسانتا سينغ على موقع قاعدة بيانات كرة القدم.إي يو (الإنجليزية)
- باسانتا سينغ على موقع Soccerway.com (الإنجليزية)